# Chełmica Mała
Chełmica Mała – wieś w Polsce, położona w województwie kujawsko-pomorskim, w powiecie włocławskim, w gminie Fabianki.
| SIMC    | Nazwa          | Rodzaj    |
| ------- | -------------- | --------- |
| 1033935 | Budki          | część wsi |
| 1033958 | Budziska       | część wsi |
| 1034060 | Parcelanty     | część wsi |
| 1034107 | Przy Włochaniu | część wsi |

W latach 1975–1998 miejscowość administracyjnie należała do województwa włocławskiego. Według Narodowego Spisu Powszechnego (III 2011 r.) liczyła 310 mieszkańców. Jest dziewiątą co do wielkości miejscowością gminy Fabianki.

## Historia
W 1937 roku wieś Chełmica Mała była pierwszą stuprocentowo zradiofonizowaną wsią w Polsce.
We wsi Chełmica Mała mieszkał wójt gminy Szpetal w latach (1919-1939) i (1945) – Roman Kostkowski.